# Psalidoprocne
Psalidoprocne este un mic gen de păsări paseriforme din familia rândunicilor. Păsările au 11–17 cm lungime și sunt de culoare neagră sau alb-negru. Membrii acestui gen se găsesc în Africa.
Ultima parte a numelui lor științific provine de la fiica cea mare a regelui Pandion al Atenei, Procne, care a fost transformată într-o rândunică după ce și-a păcălit soțul abuziv.

## Lista speciilor
Există cel puțin cinci specii de Psalidoprocne. Rândunica neagră are un număr mare de subspecii și multe dintre acestea sunt uneori considerate a fi specii separate. Speciile, în ordine taxonomică, sunt:
| Imagine | Nume științific           | Nume domun                | Distribuție |
| ------- | ------------------------- | ------------------------- | --- |
|         | Psalidoprocne nitens      | Rândunică cu coadă scurtă | Angola, Camerun, Republica Centrafricană, Republica Congo, Republica Democrată Congo, Coasta de Fildeș, Guineea Ecuatorială, Gabon, Ghana, Guineea, Liberia, Nigeria și Sierra Leone. |
|         | Psalidoprocne fuliginosa  | Rândunică de munte        | Insula Bioko |
|         | Psalidoprocne albiceps    | Rândunică cu cap alb      | Angola, Burundi, Republica Democratică Congo, Etiopia, Kenya, Malawi, Rwanda, Sudanul de Sud, Tanzania, Uganda și Zambia.                                                             |
|         | Psalidoprocne pristoptera | Rândunică neagră          | în Africa de la estul Nigeria și Etiopia la sud până în Angola, nordul Zimbabwe și nordul Mozambicului                                                                                |
|         | Psalidoprocne obscura     | Rândunică Fanti           | sud-vestul Africii de la Senegal la Camerun |